# El Parc i Llacuna del Poblenou
Parc i la Llacuna del Poblenou este un cartier din districtul 10, Sant Martí, al orasului Barcelona.